# Хохлатка прямая
Хохла́тка прямая (лат. Corýdalis strícta) — вид двудольных цветковых растений, включённый в род Хохлатка (Corydalis) подсемейства Дымянковые (Fumarioideae) семейства Маковые (Papaveraceae).

## Название
Видовой эпитет stricta — женский род латинского прилагательного лат. stríctus — прямой, торчаший; связан с морфологией побегов.

## Ботаническое описание

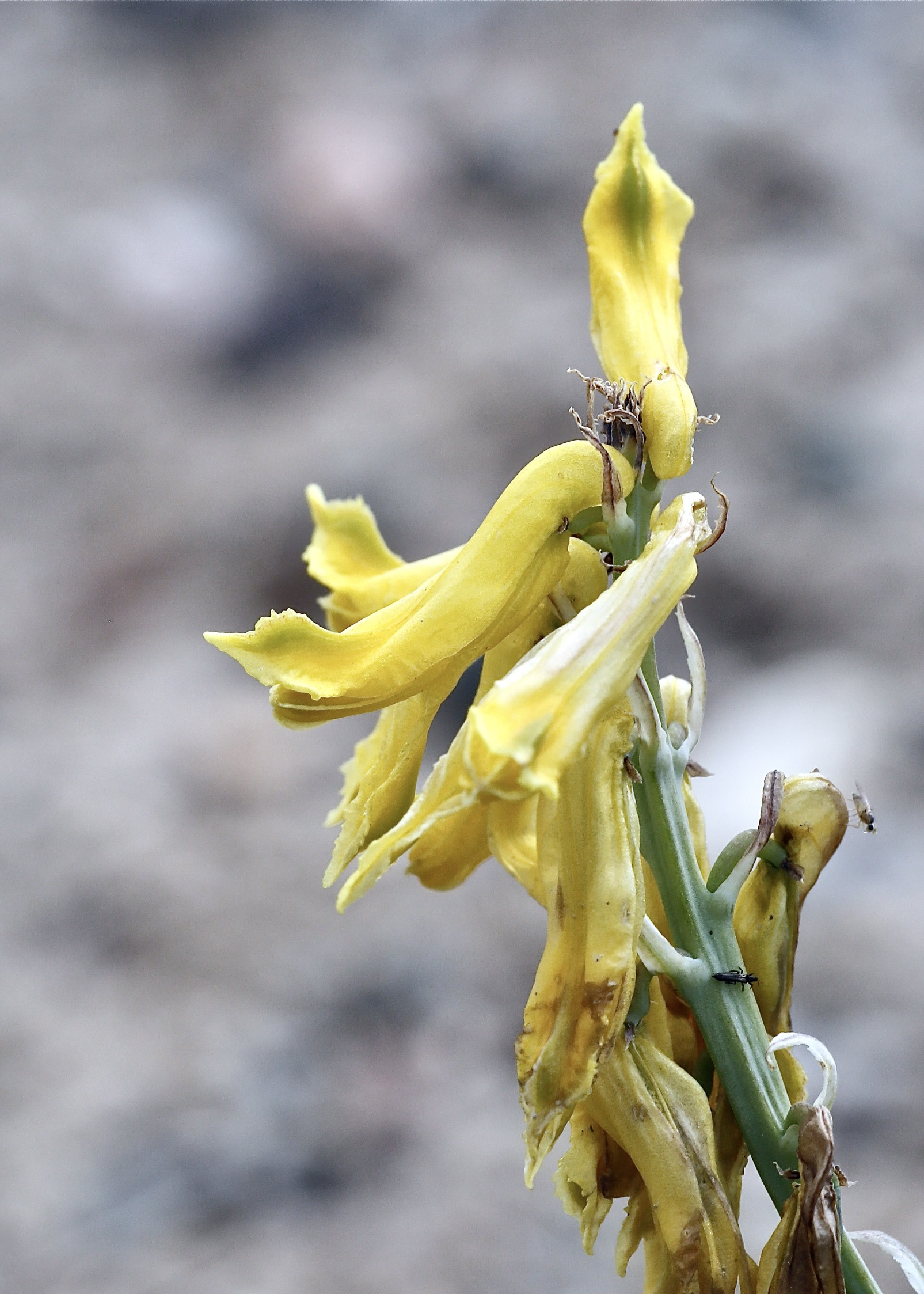
Соцветие

Многолетнее травянистое растение с мощным, ветвистым, многоглавым каудексным корнем; головки корня покрыты бурыми чешуйками, образующимися из оснований отмерших черешков. Стебли тонкие или толстоватые, обычно пучком по нескольку, прямые, грубые, бороздчатые, сизоватые или сизые, мало ветвистые, 20—50 см высоты, равномерно облиственные.

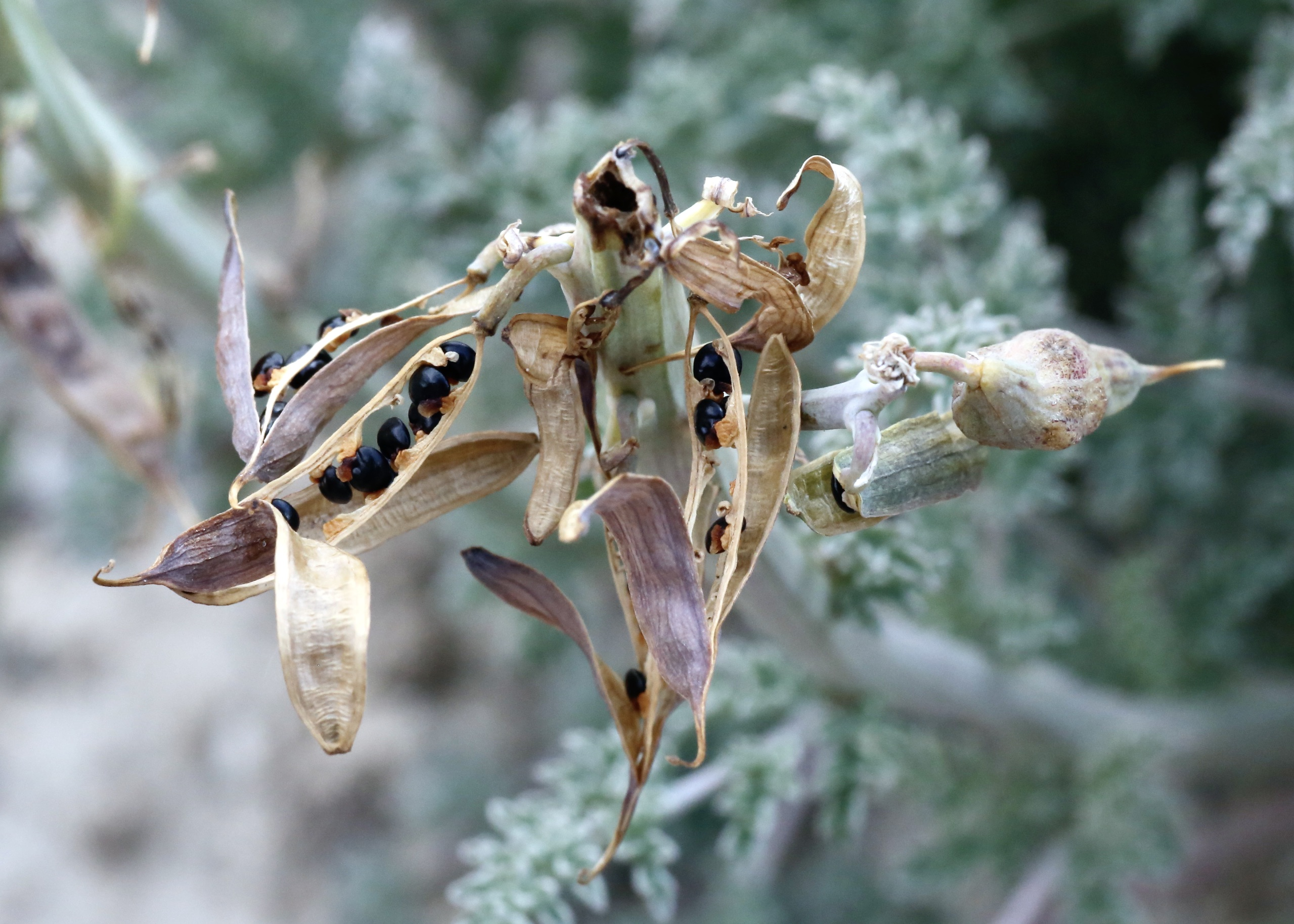
Раскрывшиеся коробочки с семенами

Листья 2—10 см длиной и 1,5—3 (до 5,5) см шириной. Прикорневые и нижние стеблевые листья сизые, сидят на длинных, толстоватых, крепких, бороздчатых черешках, приблизительно равных пластинке; по форме продолговатые, дважды-трижды перисто-рассечённые, с 4—5 парами раздвинутых (особенно нижних) сегментов; сегменты на коротких черешочках или почти сидячие, перисто-рассеченные на яйцевидные или обратнояйцевидные сидячие доли, которые в свою очередь перисто- или пальчато надрезаны на линейно-продолговатые или продолговатые, тупые, маленькие мясистые дольки. Верхние стеблевые листья короткочерешковые или почти сидячие, хорошо развитые, многочисленные, постепенно уменьшающиеся к верхушке стебля. В пазухах листьев нередко имеются 1-2 небольших пучочка неразвитых веточек, после цветения несколько удлиняющихся.
Кисть простая или у хорошо развитых экземпляров при основании ветвистая, довольно короткая, густая (20—50 цветков на цветоносе), 2—10 см длиной. Прицветники узкие, длинные, обычно линейные, нижние слегка травянистые, остальные плёнчатые; превышают цветоножки. Цветоножки короткие, 2—5 мм длиной, при плодах вниз отогнутые, обычно короче прицветника. Чашелистики плёнчатые, продолговатые, зубчатые, острые, 3—4 мм длиной. Венчик широкий, жёлтый, 15—18 мм длиной. Наружные лепестки 0,7—1 мм длиной, по краю в передней части волнисто-зубчатые, с шиловидным остроконечием до 0,5—1,2 мм на верхушке; верхушки часто коричневатые. Шпорец короткий, мешковидный, тупой, 2—3 мм длиной. Столбик 5 мм длиной; рыльце треугольно-двувершинное, с мелкими боковыми выступами на нижних углах.

На протяжении ареала вид значительно варьирует по ряду признаков: размерам растения, рассечённости листьев, форме листовых сегментов, характеру наружного края лепестков (на Алтае он слабо волнистый, у растений с Восточного Памира почти зубчатый), форме чашелистиков (от треугольных до узко-треугольных с оттянутой верхушкой, с краем от слабо до неравно-зубчатого, почти бахромчатого у основания). На Восточном Памире собраны растения, которые существенно отличаются от типовых образцов менее рассеченными листьями и формой сегментов (Corydalis stricta subsp. pamirica).
Коробочки повислые, линейно-продолговатые или продолговатые, 15—25 мм х 3—4 (до 5) мм, на конце с игловидным заострением 4—5 мм длиной; с 6—9 семенами. Семена чёрные, блестящие, с едва заметной точечностью, 1,5—2 мм в диаметре; их карункула маленькая, плоско-шляповидная, прижатая к телу семян.
Вегетирует всё лето. Цветёт в мае-июле (зависит от региона).
Число хромосом: 2n = 16.

## Ареал
Распространение: Россия (Алтай и Тыва), Таджикистан (ГБАО), Кыргызстан: (Тянь-Шань), Казахстан (Тянь-Шань), Монголия (Монгольский Алтай), Китай (Алтай, Наньшань, Куньлунь, Тибет), Индия (Кашмир, Ладакх), Непал (Долпа), Пакистан (Балтистан).

## Экология
Ксерофильный вид, произрастающий в высокогорном поясе (1800-4300 м над уровнем моря) на каменисто-щебнистых и оголенных глинистых склонах, песчано-глинистые отложениях, в глинисто-солонцеватых местах, на скалах, обрывах, реже на галечниках.
В процессе адаптации к сухим каменистым местообитаниям у C. stricta, как и у других видов секции Strictae (Fedde) Wendelbo, сформировался ряд признаков, не свойственных роду в целом: жёсткие стебли с хорошо развитыми механическими тканями, листья с толстой кутикулой, проникающая глубоко в почву корневая система с мощными каудексами, покрытыми основаниями отмерших черешков, в пазухах которых сохраняются почки.

## Классификация

### Таксономия
Corydalis stricta Stephan ex DC., 1821, Syst. Nat. 2: 123. Вид описан с Алтая.
Вид Хохлатка прямая относится к роду Хохлатка (Corydalis) секции Strictae трибы Дымянковые (Fumarieae) подсемейства Дымянковые (Fumarioideae) семейства Маковые (Papaveraceae) порядка Лютикоцветные (Ranunculales).
Кладограмма в соответствии с Системой APG IV
|  |                          |  |                                   |                                   |                   |  | ещё 6 семейств, в том числе Лютиковые, Луносемянниковые, Барбарисовые | ещё 6 семейств, в том числе Лютиковые, Луносемянниковые, Барбарисовые |                                            |  |  |  | еще 20 родов                 | еще 20 родов    |  |  |
|  |                          |  |                                   |                                   |                   |  | ещё 6 семейств, в том числе Лютиковые, Луносемянниковые, Барбарисовые | ещё 6 семейств, в том числе Лютиковые, Луносемянниковые, Барбарисовые |                                            |  |  |  | еще 20 родов                 | еще 20 родов    |  |  |
|  |                          |  |                                   | порядок Лютикоцветные             |                   |  |                                                                       |                                                                       | подсемейство Дымянковые                    |  |  |  |                              | Хохлатка прямая |  |  |
|  |                          |  |                                   | порядок Лютикоцветные             |                   |  |                                                                       |                                                                       | подсемейство Дымянковые                    |  |  |  |                              | Хохлатка прямая |  |  |
|  | клада Цветковые растения |  |                                   |                                   | семейство Маковые |  |                                                                       |                                                                       | род Хохлатка                               |  |  |  |                              |                 |  |  |
|  | клада Цветковые растения |  |                                   |                                   |                   |  |                                                                       |                                                                       |                                            |  |  |  |                              |                 |  |  |
|  |                          |  | ещё 63 порядка цветковых растений | ещё 63 порядка цветковых растений |                   |  |                                                                       | ещё 1 подсемейство Маковые (Papaveroideae)                            | ещё 1 подсемейство Маковые (Papaveroideae) |  |  |  | еще 537 подтвержденных видов |                 |  |  |
|  |                          |  |                                   | ещё 63 порядка цветковых растений |                   |  |                                                                       |                                                                       | ещё 1 подсемейство Маковые (Papaveroideae) |  |  |  |                              |                 |  |  |

### Подвиды
- Corydalis stricta subsp. stricta
- Corydalis stricta subsp. pamirica Michajlova, 1981 — Восточный Памир на территории Таджикистана

### Синоним
- Capnoides stricta (Stephan ex DC.) Kuntze, 1891